# Gyrinus urinator
Gyrinus urinator là một loài bọ cánh cứng trong họ van Gyrinidae. Loài này được Illiger miêu tả khoa học năm 1807.

## Hình ảnh

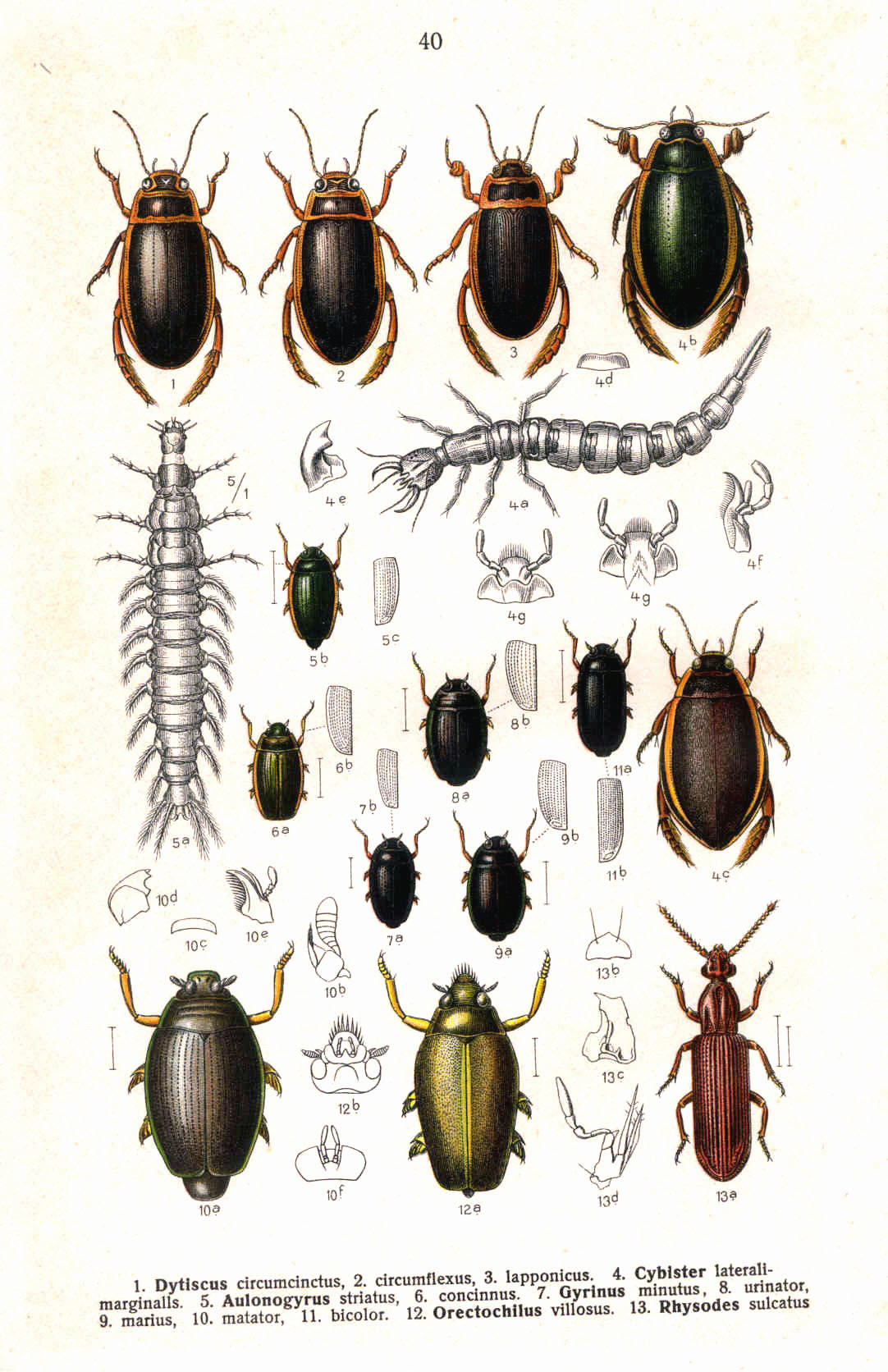
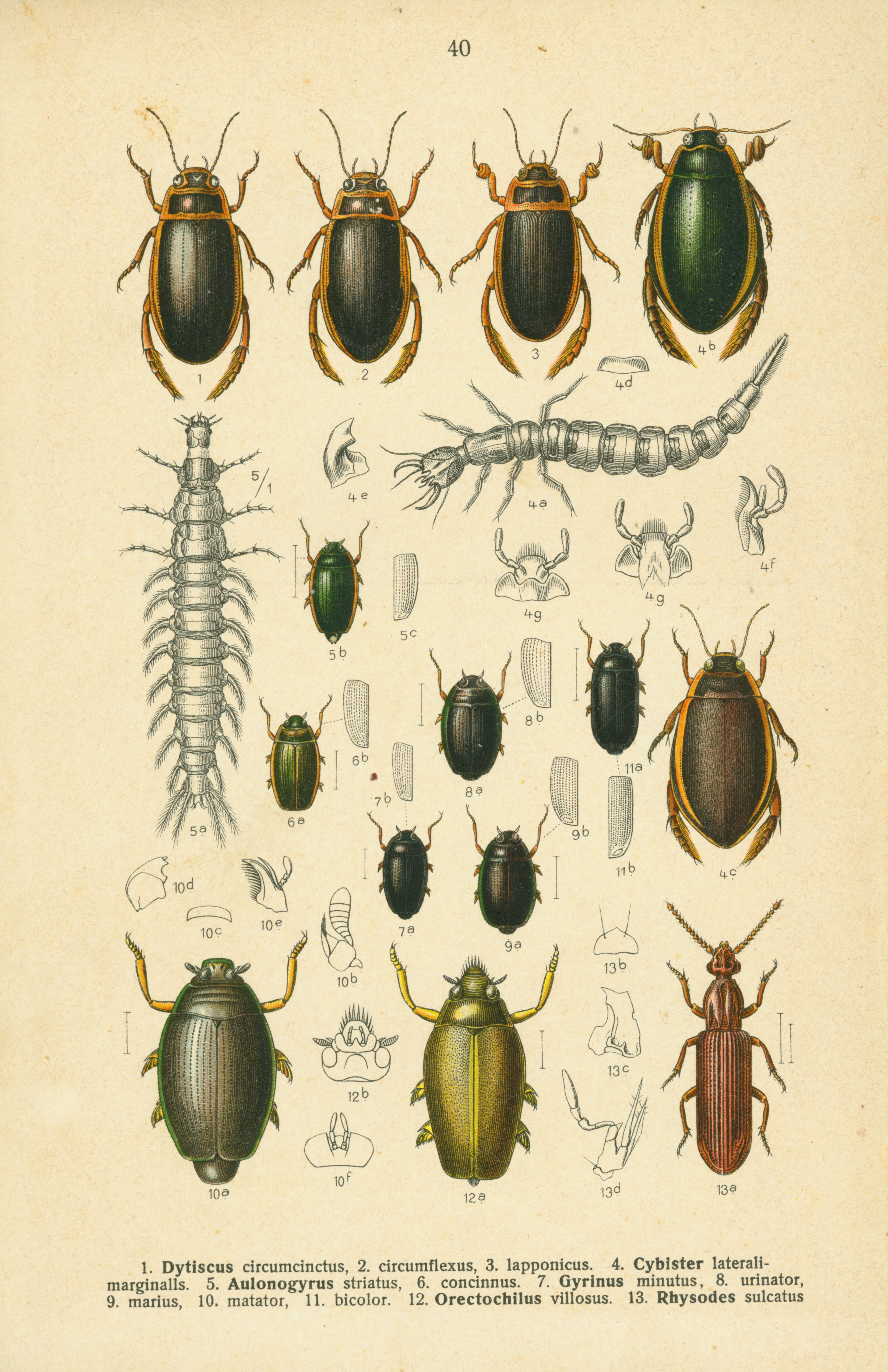